# Молочай бесколючковый
Молочай бесколючковый (лат. Euphorbia inermis) — вид суккулентных полукустарников рода Молочай (Euphorbia), семейства Молочайные (Euphorbiaceae), произрастающий на территории Капской провинции ЮАР.
Растение представляет собой многоветвистый молочай медузовидной формы диаметром до 50 см с ветвями, расходящимися от центрального стебля, продолжающимися под землей в виде большого мясистого клубня. Euphorbia inermis является однодомным растением. Вид имеет каудекс схожий с Euphorbia esculenta и Euphorbia caput-medusae. Если посмотреть на большой экземпляр сверху, можно увидеть что-то похожее на цветок подсолнуха, что является примером спирали Фибоначчи (филлотаксис).

## Описание
Растение имеет короткий и толстый основной стебель или каудекс, диаметром до 10 см, который образует крону из трех или более рядов скученных ветвей. Центральная уплощенная или вдавленная бугорчатая обратноконическая область на верхушке стебля расположена в основном под землей, и растение не возвышается сильно над уровнем земли.
Ветви Euphorbia inermis могут иметь разные формы — от булавовидных до цилиндрических. Они змеевидные, мозаично-бугорчатые, голые, их цвет может варьировать от серовато-зеленого до сине-зеленого или матово-зеленого. Длина ветвей составляет от 4 до 25 см, но в культурных условиях они могут сильно удлиняться и становиться змеевидными. Толщина ветвей составляет примерно 10-12 мм, они могут быть восходящими или восходящими-раскидистыми. Бугорки на ветвях имеют ромбовидную форму, длиной от 2,5 до 10 мм, шириной от 3 до 6 мм и выступают на 1-2 мм. Они короткие и тупоконические, с небольшим белым листовым рубцом.
Листья растения мелкие и рудиментарные, они быстро опадают. Их длина и ширина составляют 1 мм, а форма яйцевидная с острым кончиком.

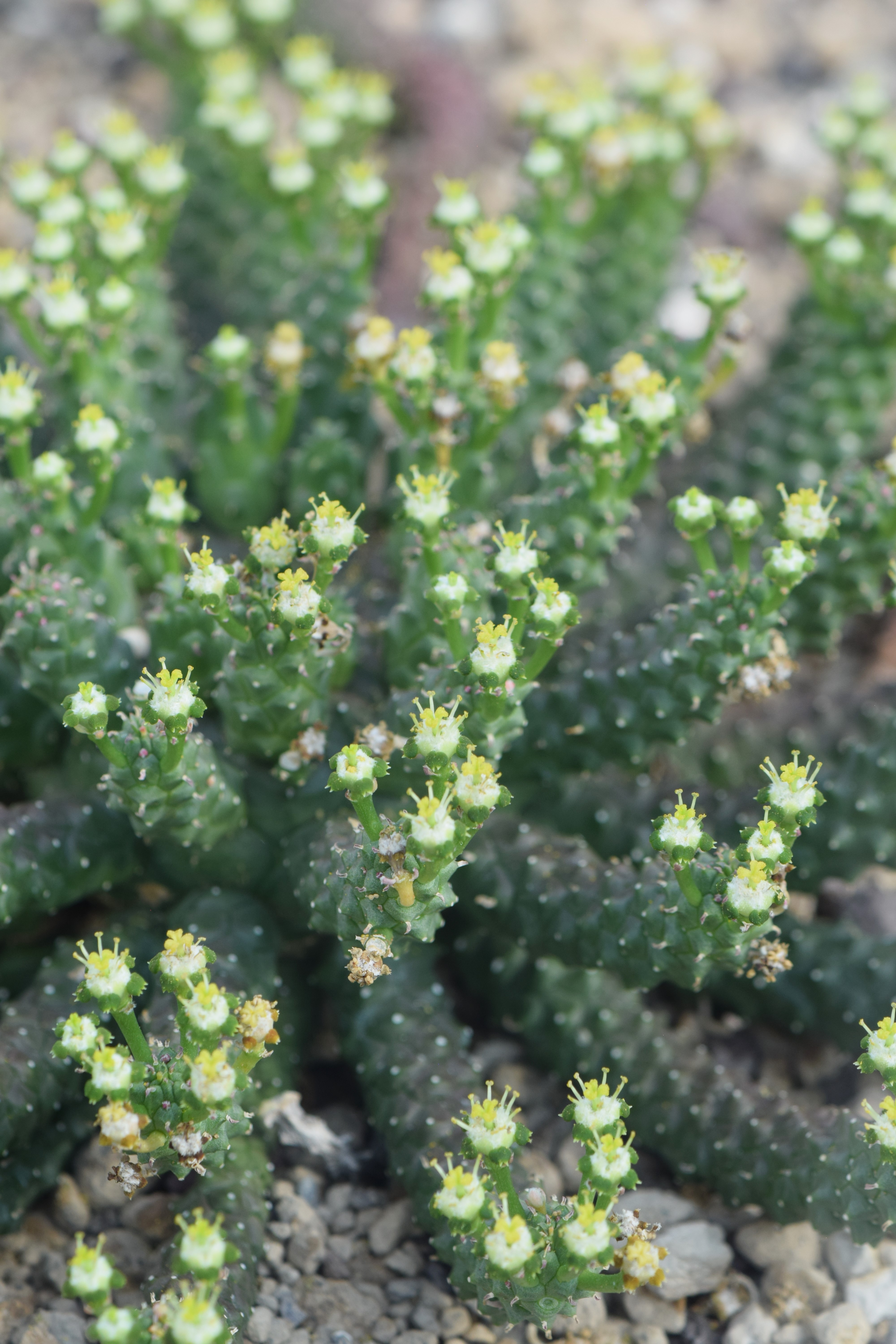
Цветки

Соцветия представляют собой одиночные циатии, расположенные в пазухах бугорков на кончиках ветвей. Цветоносы толстые, длиной от 3 до 4 мм, с 4 прицветниками. Прицветники имеют длину от 1 до 2 мм и могут быть чешуевидными, яйцевидными или продолговатыми, а их край может быть цельнокрайним или реснитчатым. Завязь сидячая, на вершине шерстисто-белая, тонко опушенная восходящими или раскидистыми волосками, иногда редко голая. Столбики на вершине слились в тонкую колонку длиной 3-4 мм. Рыльца около 1 мм длиной, более или менее глубоко раздвоенные, с клиновидными лопастями, расходящиеся и соприкасающиеся, образующие подобие диска.
Цветки появляются весной и летом. Плод представляет собой сидячую, треугольно-округлую коробочку, диаметром 3-5 мм, которая может быть голой или иметь несколько волосков. Семена имеют длину 3 мм, они эллипсовидные и слегка 4-угольные. На дорсальной стороне семян имеются мелкие бугорки, а на вентральной — гладкие. Окраска семян темно-коричневая.

## Таксономия
Euphorbia inermis Mill., первое упоминание в Gard. Dict., ed. 8.: n.° 13 (1768).

### Синонимы
Гетеротипные (основанные на разных номенклатурных типах):
- Euphorbia viperina A.Berger (1902)